# قارئ الأفكار (مسلسل)
قارئ الأفكار (بالإنجليزية: The Listener)‏ هو مسلسل تم إنتاجه في كندا.على CTV. بلغ عدد مواسم المسلسل 4 مواسم، كما بلغ عدد حلقاته 46 حلقة، وتبلغ مدة الحلقة الواحدة 43 دقيقة. تم بث المسلسل لأول مرة بتاريخ 1 مارس 2009.

## القصة
مسعف يقرأ الأفكار ويساعد الشرطة في حل القضايا من خلال قراءة أفكار المشتبه بهم أو المجرمين.

## الإنتاج

### أماكن التصوير
تم تصوير المسلسل في تورونتو، كندا.

## وصلات خارجية
- قارئ الأفكار على موقع IMDb (الإنجليزية)
- قارئ الأفكار على موقع ميتاكريتيك (الإنجليزية)
- قارئ الأفكار على موقع روتن توميتوز (الإنجليزية)
- قارئ الأفكار على موقع كينوبويسك (الروسية)
- قارئ الأفكار على موقع ألو سيني (الفرنسية)
- قارئ الأفكار على موقع قاعدة بيانات الفيلم (الإنجليزية)

- الموقع الإلكتروني